# Paul Lehr
Paul Lehr (White Plains (New York), 16 augustus 1930 – 27 juli 1998) was een kunstschilder/tekenaar. 
Hij beoefende daarin de genres sciencefiction en fantasy. Naast het grotere werk schuwde hij ook kaftontwerpen voor boeken uit die genres niet. Zijn kunst sierde menige pulpboeken vanaf 1954 tot midden jaren 80, maar ook in bladen als Business Week en Playboy verscheen zijn werk. Nadat de genres aan populariteit inboetten ging Lehr verder met het grotere werk. In 1980, 1981 en 1995 werd hij genomineerd voor de Hugo Award for Best Professional Artist, nadat hij in 1979 en 1980 de Analog Award al had gewonnen. Zijn opleiding verkreeg hij aan de Wittenburg University en van Stanley Meltzoff aan het Pratt Institute. 
In Nederland gebruikte Meulenhoff enige van zijn prenten voor hun sciencefictionreeks M=SF, bijvoorbeeld voor Jack Vances Blauwe wereld.
- International Standard Name Identifier: 0000 0004 2765 6501
- Library of Congress Control Number: no97001946
- Nationale Bibliotheek van Israël: 987007287405805171
- Virtual International Authority File: 26663730
- WorldCat: E39PBJjdd7VtDJQcM4qY9JK8G3